# Осичанська волость
Осичанська волость — історична адміністративно-територіальна одиниця Єлизаветградського повіту Херсонської губернії із центром у селі Великі Осички.
Станом на 1886 рік складалася з 16 поселень, 16 сільських громад. Населення — 3182 особи (1614 чоловічої статі та 1568 — жіночої), 482 дворових господарства.
|                     | Площа, десятин | У тому числі орної, дес. |
| ------------------- | -------------- | ------------------------ |
| Сільських громад    | 3338           | 2816                     |
| Приватної власності | 8072           | 3663                     |
| Казенної власності  | —              | —                        |
| Іншої власності     | —              | —                        |
| Загалом             | 11410          | 6479                     |

Найбільші поселення волості:
- Великі Осички — колишнє власницьке село при річці Синюха за 120 верст від повітового міста, 480 осіб, 75 дворових господарств, існували каплиця, винокурний завод.
- Іванівка — колишнє власницьке село при річці Синюха, 171 особа, 37 дворових господарств, каплиця.
- Ісаївка — колишнє власницьке село при річці Чорний Ташлик, 185 осіб, 26 дворових господарств, православна церква, постоялий двір.

Наприкінці 1880-х років волость ліквідована, територія увійшла до складу Вільшанської волості.